# Зірочник лісовий
Зі́рочник лісови́й, зірочник великоцвітий, зі́рочник ланцетови́дний або зі́рочник ланцетоли́стий (Stellaria holostea L.) — рослина родини гвоздичні (Caryophyllaceae).

## Ботанічні характеристики
Китицекореневий багаторічник з повзучим гіллястим кореневищем. Стебла висотою 15-40 см, чотиригранні, ростуть вертикально, гладкі, ламкі. Листки сидячі, вузьколанцетні, гострі, довжиною 4-9 см, шириною 0,5-1,3 см, по краю і середньої жилці гострошерохуваті. Суцвіття негусті, квітки на довгих запушених квітконіжках. Чашолистки яйцювато-ланцетні, гострі, гладкі, без добре помітних жилок, довжиною 7-10 мм. Пелюстки білі, удвічі довше чашечки, до половини двороздільні. Стовпчиків три. Коробочка куляста, дорівнює чашечці. Цвіте в квітні — липні.

## Життєвий цикл
Рослина з довгим вегетаційний періодом. Вирізняється високою вегетативною рухливістю. Внаслідок великої швидкості і тривалості росту надземних батогів і «підстилкових» горизонтальних пагонів (столонів) дорослі особини зірочника швидко захоплюють територію, просуваючись на 100 см і більше протягом року. Рослини йдуть під сніг з зеленим листям, які протягом сніжного періоду відмирають, органічного спокою у них немає. Проростки з'являються в середині — наприкінці травня, можливе проростання насіння і відразу після розсіювання з материнської рослини, в той же вегетаційний період. Незважаючи на велику кількість насіння, що розсіюються, сходи зірочника в лісі зустрічаються рідко, причому виключно на ділянках, позбавлених трав'яного покриву. В інших умовах, під покровом материнських рослин, смертність їх дуже висока.

## Поширення та середовище існування
Мезофіт, часто зустрічається в листяних, хвойних та хвойно-широколистяних лісах різних типів на досить родючих ґрунтах. 
Європейсько-західносибірський вид. Росте на всій європейській частині колишнього СРСР, окрім Арктики та Криму, на Кавказі і в Західному Сибіру, в Скандинавії, Середній та Атлантичній Європі, Середземномор'ї, на Балканському півострові, у Малій Азії, Ірані, як заносна рослина — в Північній Америці.

## Практичне використання
Для приготування юшок використовують молоде листя та стебла. Рідше з них роблять салати. Збирають до початку цвітіння з середини квітня до кінця травня. Також листя квасять замість капусти.

## Галерея

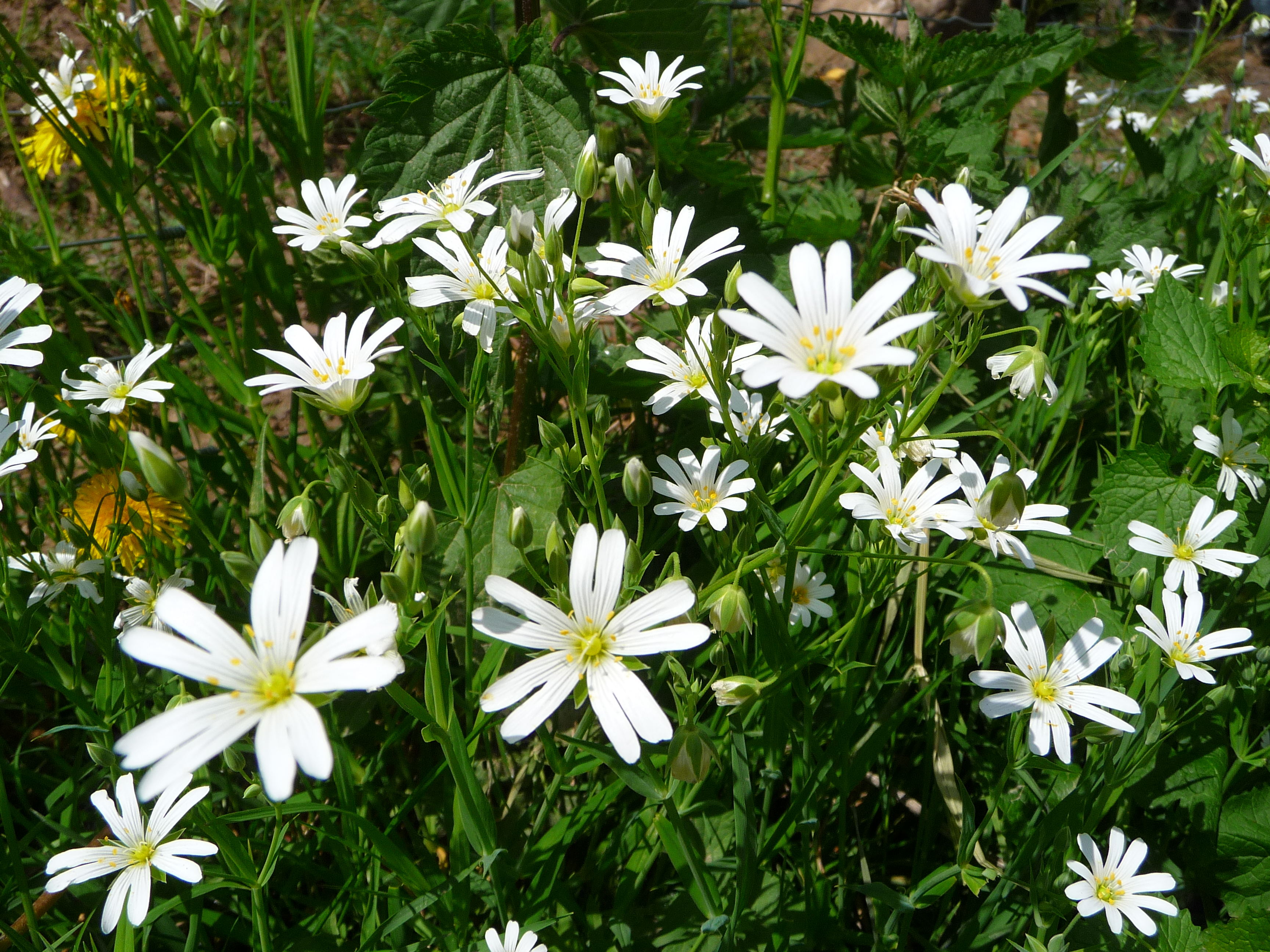
Квіти
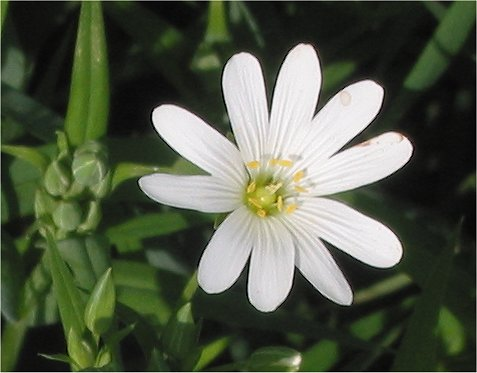
Квітка зірочника лісового
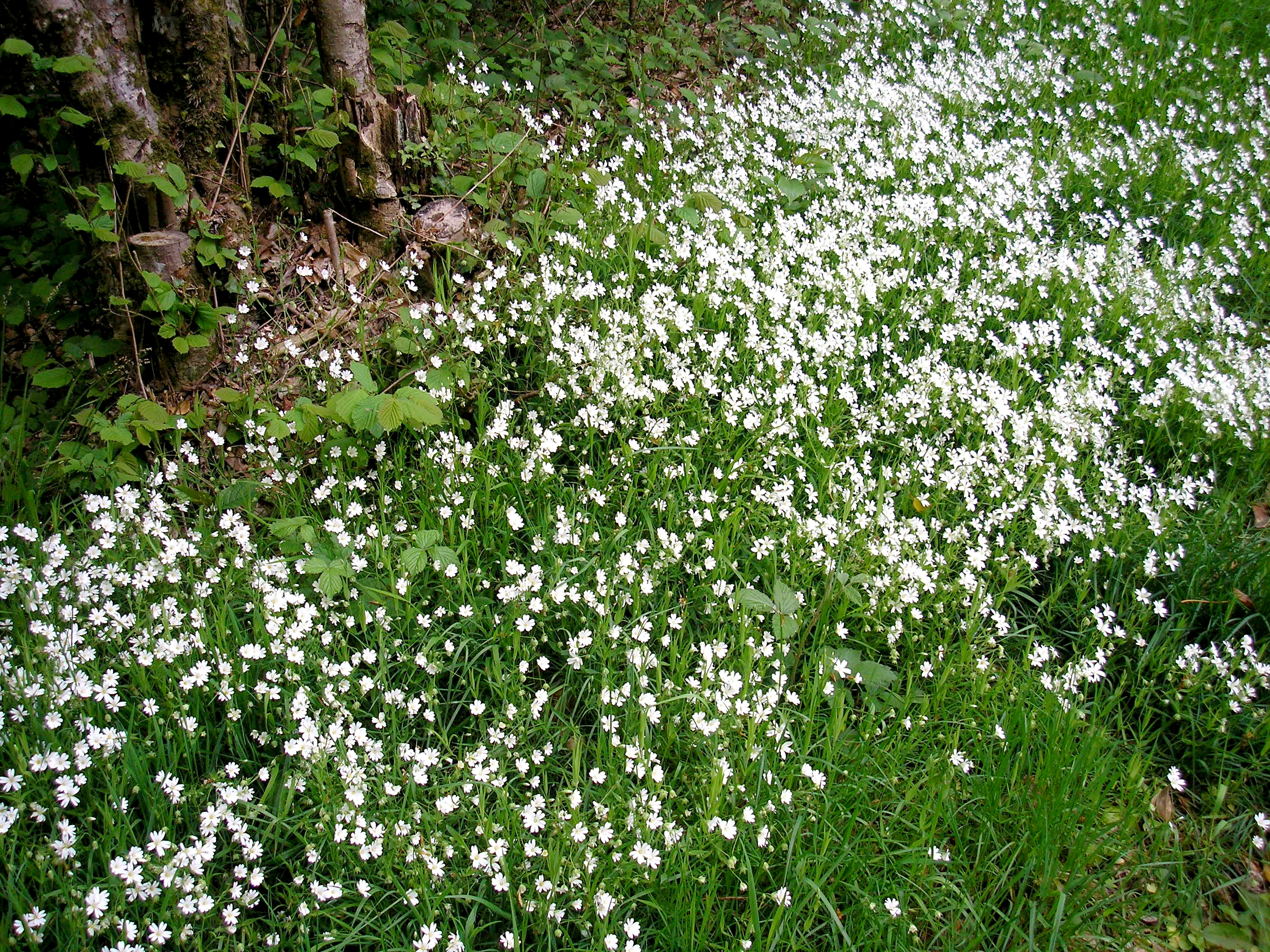
Плантація зірочника лісового у Нормандії